# همت أباد (هرازبي الجنوبي)
همت أباد (بالفارسية: همت‌آباد) هي قرية تقع في إيران في قسم هرازبي الجنوبی الريفي. يقدر عدد سكانها بـ 230 نسمة .